# Parectropis grisescens
Parectropis grisescens là một loài bướm đêm trong họ Geometridae.